# 271 av. J.-C.
Cette page concerne l'année 271 av. J.-C. du calendrier julien proleptique.

## Événements
- 24 mars (21 avril du calendrier romain) : début à Rome du consulat de Caius Quinctius Claudus et Lucius Genucius Clepsina[1].

- La population de Rhêgion fait appel à Rome pour faire face au tribun Decius Vibellius (de) (ou Decius Vibullius) et sa legio campana, garnison de mercenaires campaniens mutinés qui pillent la région[2].
- Fin de la première guerre de Syrie : Ptolémée II d’Égypte prend la Cœlé-Syrie et le littoral de la Syrie à Antiochos Ier [3].
- Ptolémée II et Arsinoé II sont déifiés de leur vivant[3].

## Naissances en 271 av. J.-C.
- Aratos de Sicyone, homme d’État grec.

## Décès
- Marcus Valerius Corvus, homme politique et général romain.